# Taylor Hackford
Taylor Edwin Hackford (nascut el 31 de desembre de 1944) és un director de cinema estatunidenc i anterior president de Directors Guild of America.

## Biografia
Hackford va néixer a Santa Barbara, California. Es va graduar a la University of Southern California el 1968, Taylor Hackford està casat amb la guanyadora de l'Oscar a la millor actriu, Helen Mirren.
Hackford va servir a Bolívia com a voluntari del Cos de pau estatunidenc en la Dècada del 1960.
Es va graduar en la USC's School of Cinema-Television el 2000. En una recent entrevista, va confirmar que mai havia anat a l'escola de cinema: «Quan acabo una pel·lícula, m'allunyo i mai la torno a veure. Ara de vegades ho faig perquè estan els DVD i les pistes amb comentaris. Normalment la deixo a un costat i vaig a la següent pel·lícula. Jo mai vaig anar a l'escola de cinema. Vaig treballar per a l'emissora de televisió pública KCET a Los Angeles i vaig treballar en els concerts. He fet molta música. Em sento molt còmode filmant música, i crec que això es pot veure».
L'11 d'abril de 2006, Hackford va anunciar que faria el seu debut com a director a Broadway portant la pel·lícula de 1992 de Steve Martin Leap of Faith a l'escena com un musical de Broadway. El guió va ser escrit per Alan Menken amb lletra de Glenn Slater, i es proposa per a un debut en la temporada 2007-2008. Hackford va triar Leap of Faith malgrat que anteriorment se li havia ofert l'oportunitat de portar la seva pel·lícula Ray als teatres. «El que em va decidir en aquest cas va ser el guió d'Alan Menken i com de bé encaixa amb el llibre», va dir Hackford.

## Filmografia
| Any  | Film                                            | Director | Productor | Premis                    | Notes |
| ---- | ----------------------------------------------- | -------- | --------- | ------------------------- | --- |
| 1973 | Bukowski                                        |          | Sí        |                           | |
| 1978 | Teenage Father                                  | Sí       |           | Guanyador                 | Academy Award for Best Live Action Short Film |
| 1980 | The Idolmaker                                   | Sí       |           |                           | |
| 1982 | Oficial i cavaller (An Officer and a Gentleman) | Sí       |           | Nominat                   | Directors Guild of America Award for Outstanding Directing – Feature Film |
| 1984 | Contra tot risc (Against All Odds)              | Sí       | Sí        |                           | Basat en el film: "Out of the Past" adaptat per Daniel Mainwaring de la seva novel·la "Build My Gallows High" - escrita sota pseudònim: Geoffrey Homes |
| 1985 | White Nights                                    | Sí       | Sí        |                           | |
| 1987 | La Bamba                                        |          | Sí        |                           | |
| 1987 | Hail! Hail! Rock 'n' Roll                       | Sí       |           |                           | |
| 1988 | Quan m'enamoro (Everybody's All-American)       | Sí       | Sí        |                           | Basat en la novel·la "Everybody's All-American" de Frank Deford |
| 1993 | Blood In Blood Out                              | Sí       | Sí        |                           | |
| 1995 | Dolores Claiborne                               | Sí       | Sí        |                           | Basat en la novel·la: "Dolores Claiborne" de Stephen King |
| 1996 | When We Were Kings                              |          | Sí        | Guanyador                 | Oscar al millor documental: Leon Gast i David Sonenberg |
| 1997 | Pactar amb el diable (The Devil's Advocate)     | Sí       |           |                           | Basat en la novel·la: "The Devil's Advocate" d'Andrew Neiderman |
| 1999 | G:MT – Greenwich Mean Time                      |          | Sí        |                           | |
| 2000 | Prova de vida (Proof of Life)                   | Sí       | Sí        |                           | Escrit per Tony Gilroy |
| 2004 | Ray                                             | Sí       | Sí        | Nominat Nominat Guanyador | Oscar al millor director Oscar a la millor pel·lícula (Compartit amb Stuart Benjamin i Howard Baldwin) Directors Guild of America Award for Outstanding Directing – Feature Film Grammy Award for Best Compilation Soundtrack for Visual Media (compartit amb Stuart Benjamin i James Austin) |
| 2010 | Love Ranch                                      | Sí       | Sí        |                           | |
| 2013 | Parker                                          | Sí       | Sí        |                           | Basat en el personatge de Parker de Donald E. Westlake de la novel·la "Flashfire" - escrita sota pseudònim: Richard Stark |
| 2016 | The Comedian                                    | Sí       | Sí        |                           | |